# Ceryx hilda
Ceryx hilda är en fjärilsart som beskrevs av Matthias Ehrmann 1894. Ceryx hilda ingår i släktet Ceryx och familjen björnspinnare. Inga underarter finns listade i Catalogue of Life.